# Verden er uskarp
|  | Denne artikel er oprettet af botten Steenthbot ud fra en ekstern database. Den kan derfor have sproglige fejl eller mangler. Denne skabelon kan fjernes efter kontrol af indholdet. |

Verden er uskarp er en dansk dokumentarfilm fra 2022 instrueret af Iben Haahr Andersen.

## Handling
Grib dagen, grib timen og mød fire kvindelige fotografer, der nok har rigtigt mange kilometer i benene, men som leverer livsmod og nysgerrighed på et niveau, hvor alle kan (og bør!) lade sig inspirere. VERDEN ER USKARP præsenterer os for de fire kvindelige fotografer: Else Tholstrup, Nanna Bisp Büchert, Marianne Engberg og Tove Kurtzweil. Fulde af livsglæde, lidenskab og skabertrang - og en anekdote eller fem!